# Ingoldiomyces hyalosporus
Ingoldiomyces hyalosporus är en svampart som först beskrevs av George Edward Massee, och fick sitt nu gällande namn av Vánky 1996. Ingoldiomyces hyalosporus ingår i släktet Ingoldiomyces och familjen Tilletiaceae.   Inga underarter finns listade i Catalogue of Life.